# کشنده (فیلم ۲۰۰۹)
کشنده (به انگلیسی: ExTerminators) فیلمی محصول سال ۲۰۰۹ و به کارگردانی جان اینوود است. در این فیلم بازیگرانی همچون هدر گراهام، امبر هرد، جنیفر کولیج، ماتیو ستل، سام لوید و جوی لورن آدامز ایفای نقش کرده‌اند.